# Scott Stewart (rugbista)
Douglas Scott Stewart (Vancouver, 16 de enero de 1969) es un ex–jugador canadiense de rugby que se desempeñaba como fullback.

## Selección nacional
Fue convocado a los Canucks por primera vez en septiembre de 1989 para enfrentar a las Águilas, fue un jugador regular y titular en su seleccionado y disputó su último partido en junio de 2001 ante el XV de la Rosa. En total jugó 64 partidos y marcó un total de 84 puntos.

### Participaciones en Copas del Mundo
Disputó las Copas del Mundo de Inglaterra 1991 donde los Canucks avanzaron a cuartos de final tras eliminar a los Stejarii y a los Flayings Fijians en fase de grupos, fueron eliminados por los All Blacks en la siguiente fase y esta es la mejor participación en un mundial para los canadienses. Sudáfrica 1995 y Gales 1999 donde los Canucks fueron eliminados en fase de grupos.
| Mundial                       | Sede       | Resultado        | PJ | Tries |
| ----------------------------- | ---------- | ---------------- | -- | ----- |
| Copa Mundial de Rugby de 1991 | Inglaterra | Cuartos de final | 4  | 1     |
| Copa Mundial de Rugby de 1995 | Sudáfrica  | Primera fase     | 3  | 0     |
| Copa Mundial de Rugby de 1999 | Gales      | Primera fase     | 3  | 0     |

## Palmarés
- Campeón del Pacific Rim Championship de 1996, 1997 y 1998.